# A. J. Jacobs

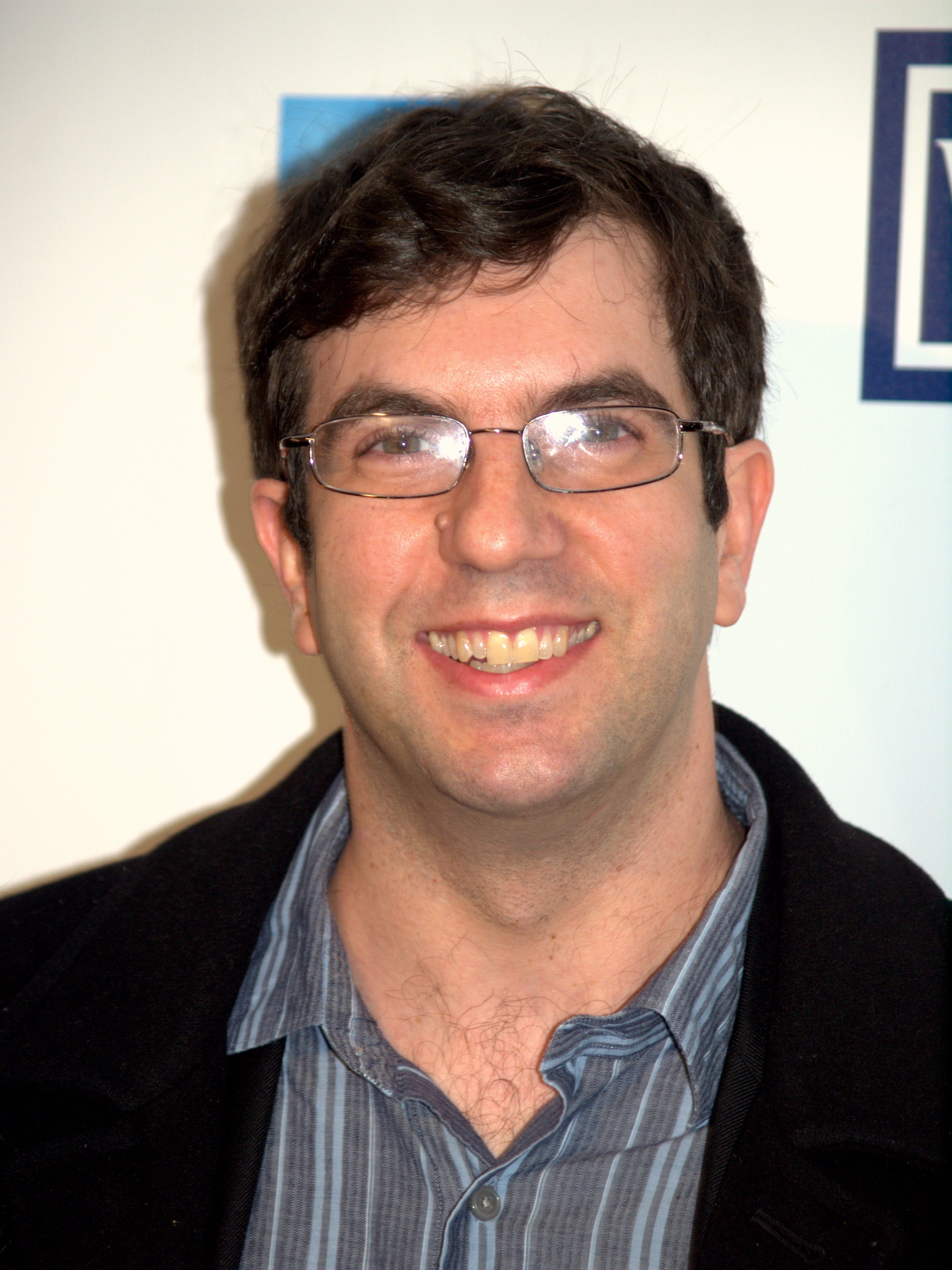
A. J. Jacobs (2009)

Arnold Stephen Jacobs Jr. (* 20. März 1968 in New York City) ist ein US-amerikanischer Journalist und Buchautor.

## Leben
A. J. Jacobs, Sohn des New Yorker Rechtsanwalts Arnold Jacobs Sr. und dessen Ehefrau Ellen Kheel, studierte Philosophie an der Brown University. Er betrachtet sein Leben und seine Karriere als fortlaufendes Projekt, in dem er in Buchform über die durchgeführten Experimente berichtet. Neben seiner Arbeit als Autor arbeitet Jacobs als leitender Redakteur des Männermagazins Esquire. Zuvor hatte er für Antioch Daily Ledger und Entertainment Weekly geschrieben. Zudem veröffentlichte er mehrere Artikel im New Yorker, der Washington Times und der New York Times. Aufgrund seiner ausgefallenen Bücher hatte Jacobs bei verschiedenen Talkshows Gastauftritte, unter anderem bei Oprah, The Today Show, Good Morning America und der Late Night with Conan O’Brien.
Einige seiner Werke wurden für Verfilmungen optioniert, so erwarb Paramount Pictures die Rechte an Die Bibel & ich und Universal Pictures die Rechte von My Outsourced Life, einem Artikel von Jacobs. 2011 wurde von NBC unter der Leitung Jack Blacks ein Pilot für eine Sitcom mit dem Titel My Life as an Experiment produziert, der auf dem Buch Mensch bist du dick geworden von A. J. Jacobs basierte. Die Serie wurde jedoch nicht bestellt und der Pilot nie veröffentlicht.
A. J. Jacobs ist verheiratet mit Julie Schoenberg und hat drei Söhne.

## Werk
Als Buchautor wurde Jacobs dadurch bekannt, dass er alle 32 Bände der Encyclopædia Britannica las und die in diesem Zeitraum gemachten Erfahrungen in seinem Buch Britannica und ich: Von einem, der auszog, der klügste Mensch der Welt zu werden. alphabetisch geordnet schilderte. Den einzelnen Einträgen aus der Encyclopædia Britannica sind unter anderem Geschichten aus dem Alltag während des laufenden Experiments, sowie teilweise auch aus seiner Kindheit, beigefügt.
In seinem 2007 erschienenen Buch Die Bibel und ich berichtet Jacobs über sein Experiment, sich ein Jahr lang strikt an den Wortlaut der Bibel zu halten, was unter anderem das Wachsenlassen eines Vollbarts beinhaltete.
2009 veröffentlichte er das Buch Mensch, bist du dick geworden! Wie ich einmal immer die Wahrheit sagte und andere Selbstversuche, in dem er von weiteren Selbstexperimenten schrieb.
Nachdem Jacobs sich in Die Bibel und ich um seine Seele und in Britannica und ich um seinen Verstand gekümmert hatte, beschrieb er in seinem 2012 veröffentlichten Buch Saufit, wie er über Monate der gesündeste Mensch der Welt werden wollte.

## Veröffentlichungen

### Autor
- The Know-It-All. Simon & Schuster, New York 2004.
  - Deutsche Ausgabe: Britannica & ich. Von einem, der auszog, der klügste Mensch der Welt zu werden. Aus dem Amerikanischen von Thomas Mohr. List, Berlin 2006, ISBN 3-471-79513-8
- The Year of Living Biblically: One Man’s Humble Quest to Follow the Bible as Literally as Possible. Simon & Schuster 2007.
  - Deutsche Ausgabe: Die Bibel & ich: Von einem, der auszog, das Buch der Bücher wörtlich zu nehmen. Aus dem Amerikanischen von Thomas Mohr. Ullstein, Berlin 2008, ISBN 978-3-550-08724-0
- The Guinea Pig Diaries. Simon & Schuster, New York 2009. Als Softcover unter dem Titel My Life as an Experiment veröffentlicht.
  - Deutsche Ausgabe: Mensch, bist du dick geworden! Wie ich einmal immer die Wahrheit sagte und andere Selbstversuche. Aus dem Amerikanischen von Kristof Hahn. List, Berlin 2010, ISBN 978-3-548-60981-2
- Drop Dead Healthy: One Man’s Humble Quest for Bodily Perfection. Simon & Schuster 2012.
  - Deutsche Ausgabe: Saufit: Von einem, der auszog, nie wieder krank zu werden. Aus dem Amerikanischen von Susanne Reinker. Ullstein, Berlin 2013, ISBN 3-550-08781-0
- The Puzzler: One Man's Quest to Solve the Most Baffling Puzzles Ever, from Crosswords to Jigsaws to the Meaning of Life. Crown, New York 2022, ISBN 978-0-593-13671-3

### Herausgeber
- Esquire presents: what it feels like … Three Rivers Press 2003.
  - Deutsche Ausgabe: Im Rachen des Hais. Aus dem Amerikanischen von Alexandra Messerer. Knaur, München 2006, ISBN 3-426-77794-0